# TOYBOYS
TOYBOYS（トイ・ボーイズ）は、日本のロックバンド。

## メンバー
- 濱口正勝（ボーカル）

解散後は、CRAZEに一時在籍。CRAZE脱退後は、浜口祐夢名義で再デビューを果たした。
- 波多江康仲（ボーカル&ギター→ギター）

作曲担当。
- 渕脇克仁（ボーカル&ベース→ベース）
- 臼井秀男（ドラムス）

### 旧メンバー
- 大植（ギター）

Breast時代に在籍。

## 概要・来歴
1982年、大阪でKISSの影響を受けたハードロックバンドBreastを結成。1987年に東京に上京。1988年にハードロックからビートロックにスタイルを変えた。
1989年にBreastからTOY B♂YSにバンド名を改名。同年3月25日放送の『三宅裕司のいかすバンド天国』に出場し、「あきれたロンリーボーイ」を演奏。
1990年7月25日、パイオニアLDCからレーザーディスク、ビデオカセットを同時発売し、映像先行デビューを果たす。
1993年解散。

## タイアップ一覧
| 使用年   | 曲名             | タイアップ                                                                  |
| -------- | ---------------- | --------------------------------------------------------------------------- |
| TOYBOYS  |                  |                                                                             |
| 1991年   | Psychedelic beat | 集英社ビデオアニメ『有閑倶楽部』挿入歌                                      |
| 1991年   | SHAKE DANCE      | 集英社ビデオアニメ『有閑倶楽部』主題歌                                      |
| 1991年   | RAINY DANCE      | 集英社ビデオアニメ『有閑倶楽部』エンディングテーマ                          |
| 浜口祐夢 |                  |                                                                             |
| 2003年   | SAKURA           | テレビ東京系アニメ『テニスの王子様』エンディングテーマ（第102話 - 第141話） |